# 100 mètres nage libre féminin aux Jeux olympiques d'été de 2024
Cet article traite de l'épreuve féminine. Pour la compétition masculine, voir 100 mètres nage libre masculin aux Jeux olympiques d'été de 2024.
Navigation
Tokyo 2020 Los Angeles 2028
Le 100 mètres nage libre féminin est une épreuve de natation des Jeux olympiques d'été de 2024 qui a lieu les 30 et 31 juillet 2024 à la Paris La Défense Arena.

## Médaillées
| Or                   | Or      | Argent            | Argent  | Bronze                           | Bronze  |
| Sarah Sjöström (SWE) | 52 s 16 | Torri Huske (USA) | 52 s 29 | Siobhán Bernadette Haughey (HKG) | 52 s 33 |

## Records
Avant cette compétition, les records dans cette discipline étaient :
| Record du monde  | 51.71 | Sarah Sjöström    | 23 juillet 2017 | Budapest, Hongrie |
| Record olympique | 56.96 | Emma McKeon (AUS) | 30 juillet 2021 | Tokyo, Japon      |

## Calendrier
| Date                | Horaire | Manche       |
| ------------------- | ------- | ------------ |
| Mardi 30 juillet    | 11 h 00 | Séries       |
| Mardi 30 juillet    | 20 h 30 | Demi-finales |
| Mercredi 31 juillet | 20 h 30 | Finale       |

## Résultats détaillés

### Séries éliminatoires
Les seize meilleurs temps se qualifient pour les demi-finales (Q).
| Rang | Série | Ligne | Athlète                       | Pays            | Temps   | Remarque |
| ---- | ----- | ----- | ----------------------------- | --------------- | ------- | -------- |
| 1    | 2     | 4     | Sarah Sjöström                | Suède           | 52.99   | Q        |
| 2    | 4     | 4     | Siobhán Haughey               | Hong Kong       | 53.02   | Q        |
| 3    | 2     | 5     | Yang Junxuan                  | Chine           | 53.05   | Q        |
| 4    | 4     | 5     | Marrit Steenbergen            | Pays-Bas        | 53.22   | Q        |
| 5    | 3     | 4     | Mollie O'Callaghan            | Australie       | 53.27   | Q        |
| 6    | 3     | 5     | Shayna Jack                   | Australie       | 53.40   | Q        |
| 7    | 4     | 3     | Torri Huske                   | États-Unis      | 53.53   | Q        |
| 8    | 2     | 3     | Gretchen Walsh                | États-Unis      | 53.54   | Q        |
| 9    | 3     | 2     | Beryl Gastaldello             | France          | 53.65   | Q        |
| 10   | 3     | 3     | Anna Hopkin                   | Grande-Bretagne | 53.67   | Q        |
| 10   | 4     | 1     | Kayla Sanchez                 | Philippines     | 53.67   | Q, NR    |
| 12   | 4     | 2     | Marie Wattel                  | France          | 53.70   | Q        |
| 13   | 4     | 6     | Wu Qingfeng                   | Chine           | 54.03   | Q        |
| 14   | 3     | 6     | Michelle Coleman              | Suède           | 54.10   | Q        |
| 15   | 4     | 7     | Neza Klancar                  | Slovénie        | 54.12   | Q        |
| 16   | 2     | 2     | Maggie Mac Neil               | Canada          | 54.16   | Q, WD    |
| 17   | 2     | 6     | Barbora Seemanová             | Tchéquie        | 54.66   | Q        |
| 18   | 2     | 7     | Kalia Antoniou                | Chypre          | 54.75   | R        |
| 19   | 3     | 1     | Snaefridur Sol Jorunnardottir | Islande         | 54.85   |          |
| 20   | 3     | 7     | Kornelia Fiedkiewicz          | Pologne         | 55.25   |          |
| 21   | 3     | 8     | Jana Pavalic                  | Croatie         | 55.77   |          |
| 22   | 4     | 8     | Gloria Anna Muzito            | Ouganda         | 55.95   |          |
| 23   | 2     | 1     | Jillian Crooks                | Îles Caïmans    | 56.15   |          |
| 24   | 2     | 8     | Nesrine Medjahed              | Algérie         | 57.34   |          |
| 25   | 1     | 4     | Paige van der Westhuizen      | Zimbabwe        | 58.19   |          |
| 26   | 1     | 3     | Tilly Collymore               | Grenade         | 58.84   |          |
| 27   | 1     | 5     | Maxine Egner                  | Botswana        | 58.98   |          |
| 28   | 1     | 6     | Aleka Kylela Persaud          | Guyana          | 1:01.29 |          |
| 29   | 1     | 2     | Rana Saadeldin                | Soudan          | 1:04.72 |          |

Maggie Mac Neil s'est retirée de la course du 100 m nage libre pour se concentrer sur la course par équipes.

### Demi-finales
Les huit meilleurs temps se qualifient pour la finale (F).
| Rang | Série | Ligne | Athlète            | Pays            | Temps | Remarque |
| ---- | ----- | ----- | ------------------ | --------------- | ----- | -------- |
| 1    | 1     | 4     | Siobhán Haughey    | Hong Kong       | 52.64 | Q        |
| 2    | 1     | 3     | Shayna Jack        | Australie       | 52.72 | Q        |
| 3    | 2     | 3     | Mollie O'Callaghan | Australie       | 52.75 | Q        |
| 4    | 2     | 5     | Yang Junxuan       | Chine           | 52.81 | Q        |
| 5    | 1     | 5     | Marrit Steenbergen | Pays-Bas        | 52.86 | Q        |
| 6    | 2     | 4     | Sarah Sjöström     | Suède           | 52.87 | Q        |
| 7    | 2     | 6     | Torri Huske        | États-Unis      | 52.99 | Q        |
| 8    | 1     | 6     | Gretchen Walsh     | États-Unis      | 53.18 | Q        |
| 9    | 2     | 1     | Wu Qingfeng        | Chine           | 53.34 |          |
| 10   | 1     | 7     | Marie Wattel       | France          | 53.38 |          |
| 11   | 1     | 2     | Anna Hopkin        | Grande-Bretagne | 53.74 |          |
| 12   | 1     | 1     | Michelle Coleman   | Suède           | 53.75 |          |
| 13   | 1     | 8     | Barbora Seemanová  | Tchéquie        | 53.94 |          |
| 14   | 2     | 8     | Neza Klancar       | Slovénie        | 53.96 | NR       |
| 15   | 2     | 7     | Kayla Sanchez      | Philippines     | 54.21 |          |
| 16   | 2     | 2     | Beryl Gastaldello  | France          | 54.29 |          |

### Finale
| Rang                                | Ligne | Athlète            | Pays       | Temps | Remarque |
| ----------------------------------- | ----- | ------------------ | ---------- | ----- | -------- |
| Médaille d'or, Jeux olympiques      | 7     | Sarah Sjöström     | Suède      | 52.16 |          |
| Médaille d'argent, Jeux olympiques  | 1     | Torri Huske        | États-Unis | 52.29 |          |
| Médaille de bronze, Jeux olympiques | 4     | Siobhán Haughey    | Hong Kong  | 52.33 |          |
| 4                                   | 3     | Mollie O'Callaghan | Australie  | 52.34 |          |
| 5                                   | 5     | Shayna Jack        | Australie  | 52.72 |          |
| 6                                   | 6     | Yang Junxuan       | Chine      | 52.82 |          |
| 7                                   | 2     | Marrit Steenbergen | Pays-Bas   | 52.83 |          |
| 8                                   | 8     | Gretchen Walsh     | États-Unis | 53.04 |          |